# Protiara tetranema
Protiara tetranema är en nässeldjursart som först beskrevs av Péron och Charles Alexandre Lesueur 1809.  Protiara tetranema ingår i släktet Protiara och familjen Protiaridae. Inga underarter finns listade i Catalogue of Life.